# Quando giugne per gli occhi al cor profondo
Quando giugne per gli occhi al cor profondo è la novantaquattresima lirica del canzoniere. In questo sonetto, Petrarca descrive gli effetti di Amore su due amanti. Il poeta ci spiega che quando i due amanti si scambiano uno sguardo ad essi vengon meno le facoltà motorie e intellettive. In secondo luogo, i due amanti perdono la propria anima che sfugge da se stessa, fino ad arrivare ad esiliarsi. Infine ci viene descritto il color "morto" dei visi dei due amanti, poiché l'energia vitale è scomparsa.

## Testo
l’imagin donna, ogni altra indi si parte,

et le vertú, che l’anima comparte,

lascian le membra, quasi immobil pondo.

Et del primo miracolo il secondo

nasce talor, ché la scacciata parte,

da se stessa fuggendo, arriva in parte

che fa vendetta e ’l suo exilio giocondo.

Quinci in duo volti un color morto appare,

perché ’l vigor, che vivi gli mostrava,

da nessun lato è piú là dove stava.

Et di questo in quel dì mi ricordava,

ch’i’ vidi duo amanti trasformare,

et far qual io mi soglio in vista fare.»